# 擔仔麵

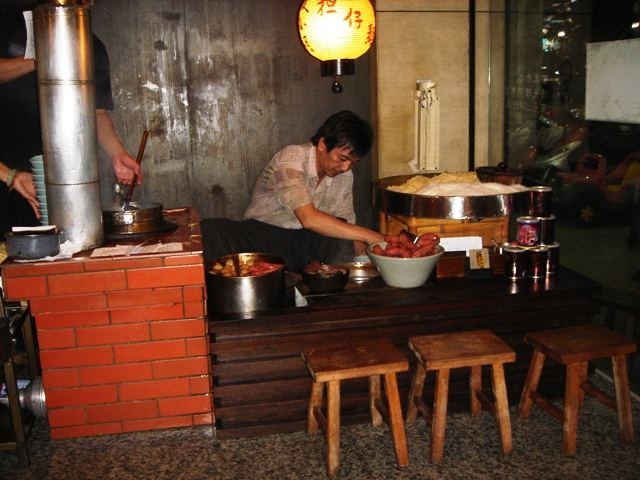
度小月擔仔麵

擔仔麵（白話字：Tàⁿ-á mī，英語：或 ），是一種發源於臺灣臺南的小吃。「擔仔（tàⁿ-á）」即台語「挑肩擔」之意。2017年，台南市文化局舉辦台南文化關鍵詞推薦活動，擔仔麵成為網路票選第一名。
這道麵食的主要成份為：麵條或米粉、豆芽菜、香菜、蒜泥、醋、蝦仁、少許湯汁以及獨門肉臊。

## 歷史
擔仔麵起源時間相傳為清末光緒年間，創始者為臺南的洪芋頭。臺南海邊清明時節常有暴雨，夏季常有颱風侵擾，風雨交加導致不易出海捕魚，生計頓時艱困。台語稱收入不佳的淡季為「小月（sió ge̍h）」，以捕魚為業的洪芋頭在無法出海捕魚的「小月」，常於臺南水仙宮前挑著扁擔，叫賣麵食，以度過「小月」，並自名「度小月擔仔麵（Tō͘ Sió Ge̍h tàⁿ-á mī）」，書寫在攤前所吊的燈籠上。度小月擔仔麵開設於光緒二十年（1895年）。
台南擔仔麵最早歸為「點心」，原因是台灣只有很少數地方的氣候適合種植小麥（主要在台中大雅區一帶）。直到台灣戰後時期之初，台灣本省人的主食都是米飯。因為麵粉的價格比米貴很多，所以麵屬於副食品，主要做成點心、小吃，當時只有家境較富裕的階層才有機會經常食用。直到1950年代初美援及駐台美軍抵達台灣，同時把大量美援麵粉運到台灣，麵粉才成為廉價的主食，麵粉製品在台灣漸漸普及，擔仔麵也成為台灣民眾常吃的麵食。

## 現代

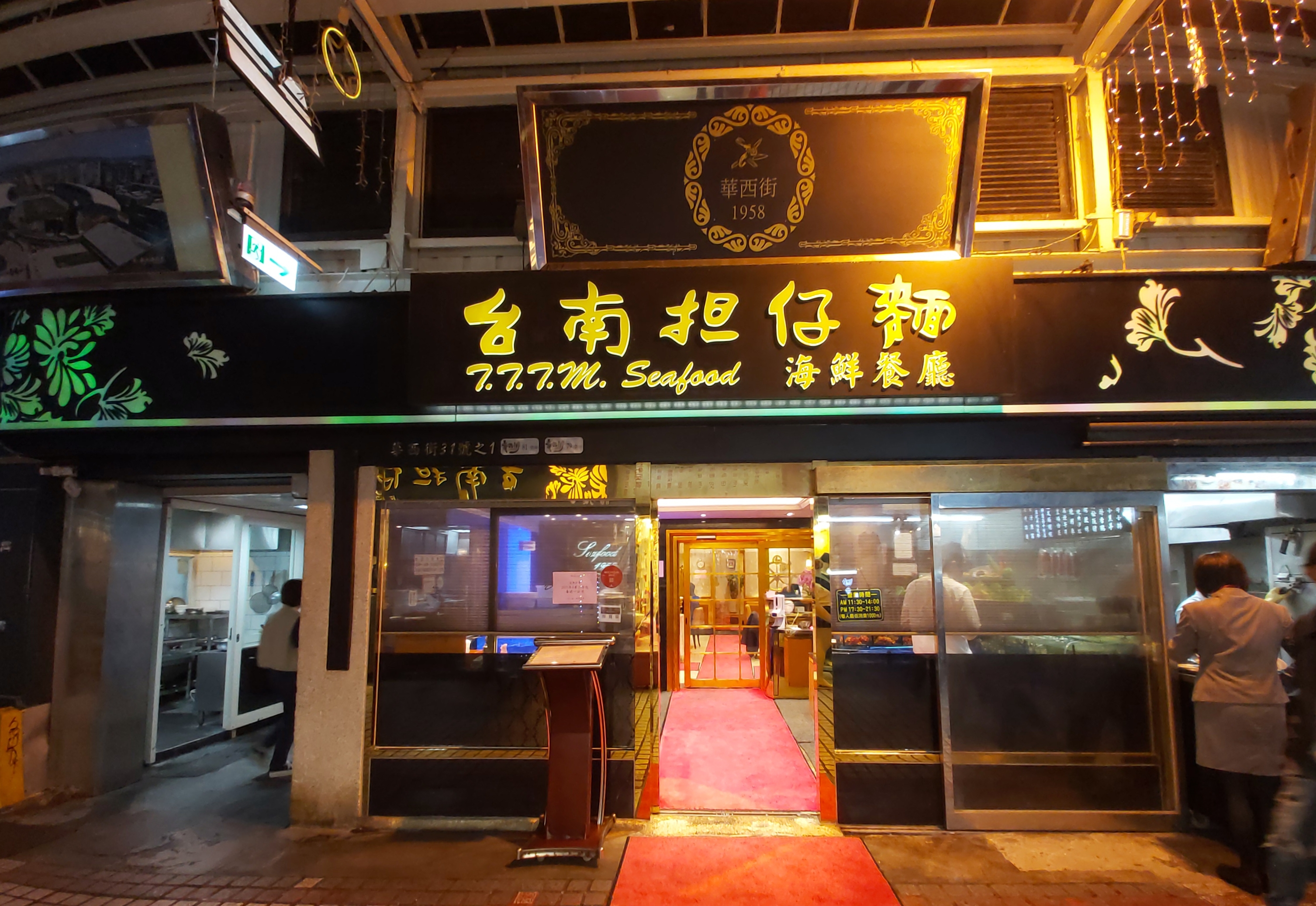
華西街台南擔仔麵

現今在臺南地區有許多店家，老店集中於臺南市中正路上。擔仔麵通常略貴、量少（约仅成人两口份量），是所謂「食巧毋食飽」（臺灣話：。臺灣俗諺：吃得精緻而不吃飽）的點心而非正餐。
擔仔麵曾出現在總統府的國宴和飛機餐點。臺南市民曾稱擔仔麵為「國寶」食物。
於2017年度獲得國際潔淨美食獎項A.A. Taste Awards的肯定。